# Summer of 69 (Film)
Summer of 69 ist eine Tragikomödie und das Regiedebüt von Jillian Bell. Der Coming-of-Age-Film mit Sam Morelos, Chloe Fineman und Matt Cornett in den Hauptrollen feierte im März 2025 beim South by Southwest Film Festival seine Premiere und wurde am 9. Mai 2025 in das Programm von Hulu aufgenommen.

## Handlung
Abby Flores ist sexuell unerfahren. Als der Teenager kurz vor dem Highschool-Abschluss herausfindet, dass ihre langjährige Flamme Max endlich Single ist und zufällig mitbekommt, welche seine Lieblingsstellung ist, engagiert sie eine Tänzerin aus einem Stripclub namens Santa Monica als Sexcoach. Sie soll Abby innerhalb einer Woche fit machen, ihre Flamme zu verführen. Abby ist bereit, hierfür ihre gesamten Ersparnisse auszugeben, und Santa Monica braucht die 20.000 US-Dollar dringend, um ihrer Chefin zu helfen, den Stripclub zu behalten, damit sie und die anderen Mitglieder der „Diamond Dolls“ dort weiterarbeiten können.

## Produktion

### Regie und Drehbuch
Regie führte Jillian Bell. Es handelt sich bei Summer of 69 um das Regiedebüt der aus Filmen wie Brittany Runs a Marathon, Bill & Ted retten das Universum, Murder Mystery 2 und Irgendwie schwanger bekannten Schauspielerin. Gemeinsam mit Jules Byrne und Liz Nico schrieb Bell auch das Drehbuch. Sie war zudem für kurze Zeit als Drehbuchautorin für die Comedy-Sendung Saturday Night Live tätig. Summer of 69 enthält mehrere Anspielungen auf Bells Lieblingsfilm Lockere Geschäfte von Paul Brickman aus dem Jahr 1983 mit Tom Cruise als Schüler und Bruce A. Young in der Rolle eines sich prostituierenden Transvestiten.

### Besetzung und Dreharbeiten

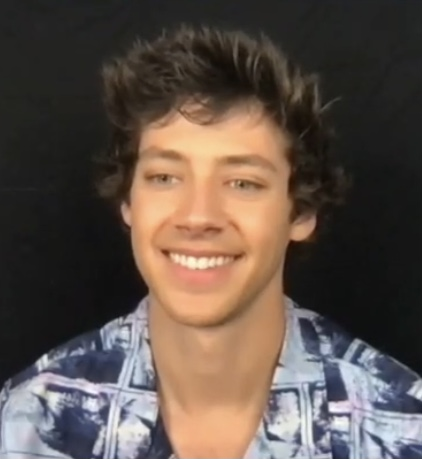
Matt Cornett spielt Abbys große Flamme Max

Sam Morelos, bekannt aus der Netflix-Serie Die wilden Neunziger, spielt Abby Flores. Matt Cornett spielt ihre große Flamme Max. Chloe Fineman ist in der Rolle der  Stripperin Santa Monica zu sehen, die Abby engagiert, um ihn zu verführen. Es handelt sich um ihre erste Hauptrolle. Paula Pell spielt Santa Monicas Chefin in dem Stripclub, den sie mit den verdienten 20.000 US-Dollar zu erhalten versucht. In weiteren Nebenrollen sind Nicole Byer, Liza Koshy und Alex Moffat als die weiteren Mitglieder der „Diamond Dolls“ Destiny, Angel und DJ Do zu sehen. Charlie Day spielt Rick Richards, den schmierigen Investor, der dort das Geld eintreibt. Natalie Morales 
spielt Santa Monicas Rivalin Robin Goode von der Highschool. Regisseurin Bell hat einen Cameo-Auftritt als Verkäuferin in einem Erotikladen, dem Abby einen Besuch abstattet.
Kamerafrau Maria Rusche war zuletzt für Milkwater von Morgan Ingari und Shiva Baby und Bottoms von Emma Seligman tätig. Die gebürtige Kubanerin wuchs in der Nähe von Boston auf und war von 2018 bis 2021 als außerordentliche Professorin an der Tisch School of the Arts der New York University tätig.

### Filmmusik und Veröffentlichung
Die Filmmusik steuerte Matt Bowen bei, der in der Vergangenheit mit Christopher Lennertz für Serien wie The Boys und Gen V arbeitete.
Die Premiere des Films fand am 13. März 2025 beim South by Southwest Film Festival statt. Am 9. Mai 2025 wurde er in das Programm von Hulu aufgenommen.

## Rezeption

### Kritiken
Von den bei Rotten Tomatoes aufgeführten Kritiken sind 89 Prozent positiv. Bei Metacritic erhielt der Film einen Metascore von 64 von 100 möglichen Punkten.
Glenn Garner schreibt in seiner Kritik für deadline.com, Sam Morelos spiele Abby, den Inbegriff des unbeholfenen Teenagers, der sich nach dem ultimativen Übergangsritus sehnt, mit der richtigen Balance aus tiefempfundener Aufrichtigkeit und einer urkomischen Naivität, was dem Rezept für einen großartigen Teenagerfilm entspreche. Während Santa Monica ihr dabei hilft, Selbstvertrauen zu finden und ihre innere „Sexmaschine“ zu akzeptieren, gewinne ihre einzigartige Beziehung mehr an Bedeutung als jede Highschool-Affäre.
Peter Debruge schreibt in seiner Kritik für Variety, Chloe Fineman zeige, dass sie bereit für eine Filmkarriere ist. Im Vergleich mit Filmen wie Anora sei Summer of 69 in Sachen Respekt gegenüber Sexarbeiterinnen zwar ein großer Rückschritt, aber immerhin sorge der Film für genauso viele Lacher. Debruge beschreibt Summer of 69 als eine Reminiszenz an Sexkomödien wie No Hard Feelings und The Girl Next Door, der Film sei jedoch insofern fortschrittlich, als diesmal ein Mädchen Protagonistin ist. Debruge hebt zudem die Arbeit von Kamerafrau Maria Rusche hervor, die visuelle Pointen aus dem Nichts erschaffe, und von Filmeditorin Casey Brooks, die das perfekte Timing habe.

### Auszeichnungen
South by Southwest Film Festival 2025
- Nominierung für den Publikumspreis in der Sektion Narrative Spotlight[12]